# Max Wiggert
Max Wiggert (* 1893; † 1968) war ein deutscher Fußballspieler, der als Stürmer von 1910 bis 1913 für Holstein Kiel und von 1913 bis 1925 für den Altonaer FC von 1893 gespielt hatte.

## Karriere
Da sein Verein Holstein Kiel mit der am 26. Mai 1912 gewonnenen Deutschen Meisterschaft als Titelverteidiger erneut an der Endrunde um die Deutsche Meisterschaft teilnahm und über das Viertelfinale per Freilos direkt ins Halbfinale einzog, wurde er in der Begegnung mit dem Duisburger SpV eingesetzt; das Spiel auf dem Essener Sportplatz an der Meisenburg wurde mit 1:2 verloren. Gegen diese Mannschaft kam er – inzwischen für den Altonaer FC von 1893 spielend – erneut und jeweils im Viertelfinale zum Einsatz. An selber Stätte, wie zuvor, wurde die Begegnung am 3. Mai 1914 mit 1:4 n. V. und im Hamburger Stadion Hoheluft am 17. Mai 1925 mit 0:2 verloren.